# Pierre Bacqueyrisses
Pierre Gabriel Bacqueyrisses (* 19. Juni 1893 in Cerbère; † 28. November 1949) war ein französischer Unternehmer und Autorennfahrer.

## Unternehmer
Pierre Bacqueyrisses gründete 1925 eine Kfz-Verkaufs- und Reparatur-Werkstätte für Fahrzeuge der Marke Chenard & Walcker in Bordeaux, die Garage Bacqueyrisses. Als 1935 der Omnibus-Hersteller Société des Usines Chausson die Firmenanteil von Louis Chenard übernahm, begann der Vertrieb und die Reparatur von Klein- und Omnibussen bei Bacqueyrisses. In den 1930er-Jahren wurde das Unternehmen auch Fachwerkstätte von Simca.
Nach dem Tod von Pierre Bacqueyrisses 1949 übernahm dessen Sohn Pierre die Leitung des Unternehmens, das heute in vierter Generation zu einem der größten Autobus-Händler Frankreichs gehört.

## Karriere als Rennfahrer
Durch die Verbindung zu Chenard &Walcker nahm Bacqueyrisses 1924 als Fahrer am 24-Stunden-Rennen von Le Mans teil. Er war Partner von Georges Delaroche. Das Rennen konnte er zwar beenden, wurde mangels zurückgelegter Distanz jedoch nicht gewertet.

## Statistik

### Le-Mans-Ergebnisse
| Jahr | Team              | Fahrzeug                   | Teamkollege       | Platzierung     | Ausfallgrund |
| ---- | ----------------- | -------------------------- | ----------------- | --------------- | ------------ |
| 1924 | Chenard & Walcker | Chenard-Walcker Type Y 9CV | Georges Delaroche | Nicht klassiert |              |